# Catherine Gillies
Catherine Irene Gillies, nota anche con lo pseudonimo di Cappy (Santa Cruz, 2 agosto 1949 – Cave Junction, 29 giugno 2018), è stata una criminale statunitense, ex membro della "famiglia" Manson.
Altri pseudonimi da lei utilizzati furono Cappi, Cathy Myers, e Capistrano.

## Biografia
Catherine si unì alla comune hippy di Charles Manson nel 1968 dopo un periodo passato a seguire come groupie il gruppo rock dei Buffalo Springfield. Fu arrestata in entrambe le retate effettuate allo Spahn Ranch (16 agosto 1969), e al Barker Ranch (10 e 12 ottobre 1969).
"Cappy", come era soprannominata nella Family, fu una delle più devote seguaci di Manson, arrivando a dichiarare che avrebbe preso parte agli omicidi Tate-LaBianca se solo Charlie glielo avesse consentito; Charles Manson stesso le disse di restare a casa perché non era necessaria la sua presenza. Catherine, con i restanti membri della Family ancora in libertà, si accampò fuori dal tribunale di Los Angeles durante il processo Manson, incidendosi in fronte una "X" e rasandosi a zero i capelli in segno di solidarietà con gli imputati. Quando anche la Gillies fu chiamata a testimoniare davanti al giudice Older durante le fasi finale del processo, dichiarò: «Sarei andata con loro [nelle due notti degli omicidi], ma non lo feci solo perché non avevano bisogno di me». Manson non era presente in aula il giorno della sua testimonianza, in quanto era stato allontanato per oltraggio alla corte. Infine, Catherine sostenne davanti al giudice la tesi degli omicidi "fotocopia" commessi per sviare le indagini e scagionare il membro della Family Bobby "Cupido" Beausoleil dall'accusa di essere il killer di Gary Hinman; concluse dichiarando che Charlie non c'entrava assolutamente nulla con gli omicidi.

### Myers e Barker Ranch
Catherine, o "Capistrano" come la chiamava George Spahn, l'ottantenne quasi cieco proprietario dello Spahn Ranch, è inoltre direttamente responsabile dell'utilizzo da parte della Family del Barker Ranch come seconda base logistica, in quanto i suoi nonni, Bill e Barbara Myers, erano proprietari di un ranch isolato chiamato Myers Ranch, situato a circa mezzo miglio dal Barker, dove la Family si stabilì a partire dal novembre 1968. I Myers avevano abitato nel ranch fino al 1960, per poi trasferirsi a Fresno, California.
Catherine convinse sua nonna a dare il permesso affinché lei e i suoi "nuovi amici" stessero al Myers Ranch; tuttavia, dato che gli edifici nel vicino Barker Ranch erano in condizioni migliori, la Family fece amicizia con la proprietaria Arlene Barker e ottenne il permesso di utilizzare la proprietà in stato di semi-abbandono come base temporanea, in cambio di vari lavori di ristrutturazione. Per ringraziarla, Manson regalò ad Arlene Barker uno dei dischi d'oro dei Beach Boys sottratti a casa di Dennis Wilson. Questo portò la Famiglia a stare al Barker Ranch, piuttosto che al Myers Ranch, anche se i vari membri della Family vissero in periodi diversi in entrambi i luoghi nel biennio 1968-1969.
Manson pensò anche di convincere Catherine ad uccidere sua nonna in modo da farsi intestare prima la proprietà del ranch per poi ereditarlo, ma il piano venne accantonato a causa di un imprevisto. Se non fosse stato per una banale gomma a terra che fermò l'auto dei killer, Barbara Myers sarebbe morta per mano di sua nipote. Il Myers Ranch alla fine andò distrutto in un incendio nel 1999 e fu completamente ricostruito. Oggi il terreno di entrambi i ranch appartiene al National Park Service.
Catherine fu anche presente durante la morte sospetta del membro della Family John "Zero" Haught, un presunto suicidio causato dalla roulette russa, il 5 novembre 1969 nella casa di Mark Ross situata al numero 28 di Clubhouse Avenue a Venice Beach, California. Secondo quanto dichiarato dalla testimone oculare Madaline Joan Cottage "Little Patty", lei e Zero erano a letto, quando lui prese un revolver calibro .22 e dichiarò: «Oh guarda! una pistola, ha un proiettile in canna», poi si puntò la pistola alla testa e si sparò.

### Vita dopo la Family
Quando dopo le condanne all'ergastolo degli imputati principali, la family si disgregò gradualmente, la Gillies si unì a una gang di motociclisti, sposò un uomo di nome David "Coyote" Barton, e la coppia ebbe quattro figli prima di divorziare. 
Si dice che Catherine "Cappy" Gillies non abbia mai rinnegato completamente la Family e rimase sempre sconvolta dal fatto di non essere stata scelta per unirsi al commando nelle due notti degli omicidi Tate-LaBianca, e che ritenga ancora che gli eventi del 1969 siano giustificati.

### Morte
Catherine Gillies è morta di cancro il 29 giugno 2018 a Cave Junction, Oregon.